# Reginald Czermack

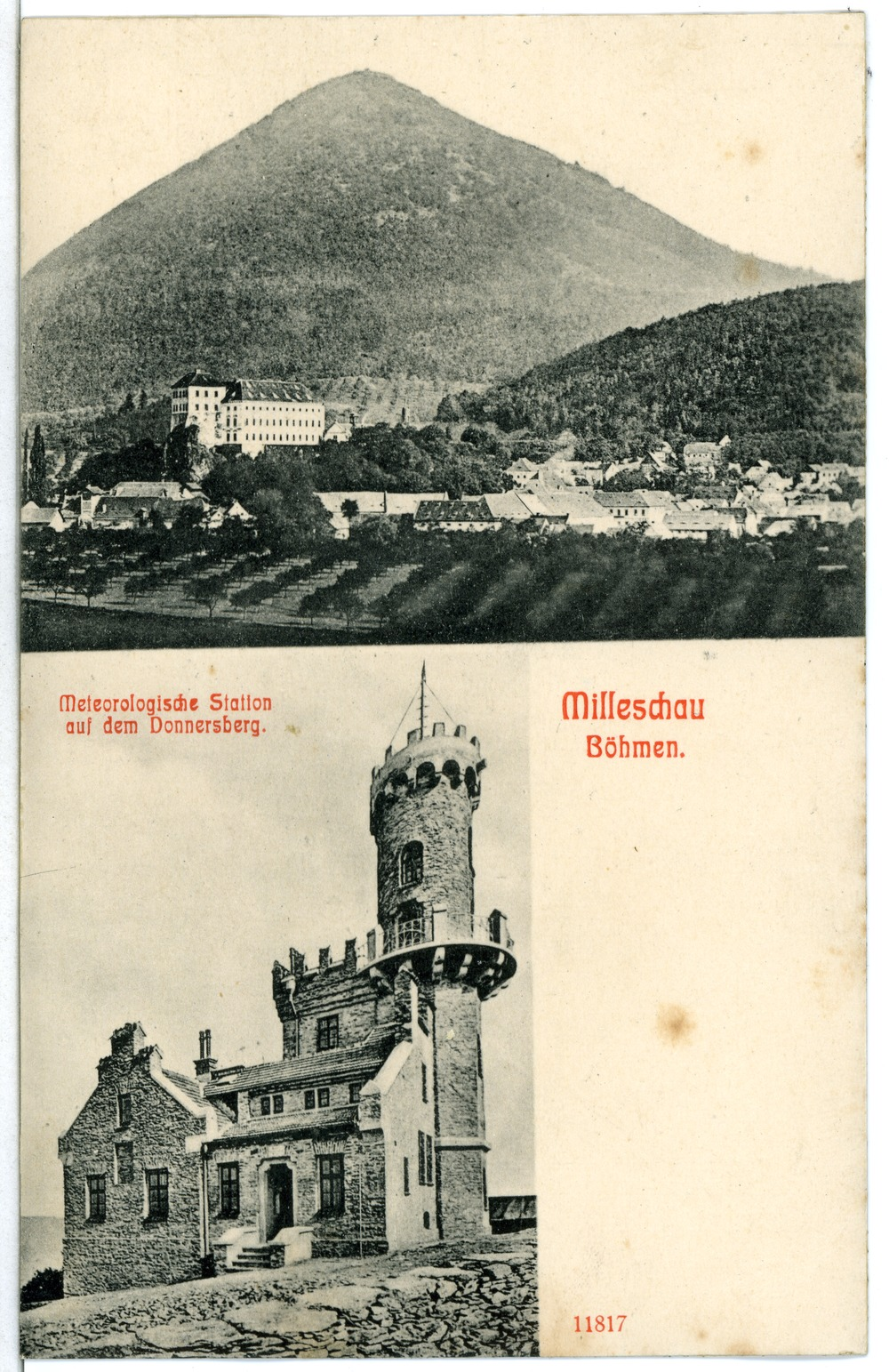
Meteorologická stanice, Milešovka

Reginald Czermack (4. března 1847 Praha – 3. března 1929 Teplice) byl podnikatel, který se zasloužil o rozvoj hasičství. Byl sběratelem, zasloužil se o fungování muzea v Teplicích a významné obohacení jeho sbírek. V letech 1896–1899 byl ředitelem Muzejní společnosti. Obdržel mnoho ocenění a byl činný v oblasti školství, průmyslu, ve vědecké a humanitní oblasti.  Podporoval také turistiku a alpinismus, zasadil se o výstavbu meteorologické observatoře na Milešovce a turistické chaty Alpského spolku ve Stubaiských Alpách, zvanou Teplická bouda (Teplitzer Hütte, 2586 m n. m.).

## Život
Reginald Czermack vyrůstal v Praze, kde také vystudoval gymnázium a obchodní akademii. Poté se odstěhoval do Teplic, kde začal podnikat v obchodě s hasičskou technikou americké firmy Douglas. Časem vybudoval vlastní dílnu a později továrnu na hasičské stříkačky, sanitární vozy, hadice nebo čerpadla. Byl u vzniku nadace na podporu zraněných hasičů. prosadil v Teplicích nadační lázeňský dům U Bílého orla. Tento Hasičský lázeňský domov zakoupila Německá zemská hasičská jednota a zřídila zde dvacet pokojů pro potřeby zraněných hasičů. Domov byl slavnostně otevřen 10. května 1908 a stal se prvním takovým zařízením na světě. Neúnavně pracoval na sjednocování českých a německých hasičských sborů. Roku 1889 byl zvolen presidentem Stálého hasičského sboru ve Vídni.
K Czermackovým zálibám patřila turistika a alpinismus. V Teplicích se stal zakladatelem německého alpského spolku Deutscher Alpenverein. Ve Stubaiských Alpách pro něj nechal postavit Teplickou chatu. Zasadil se také o vybudování meteorologické observatoře na Milešovce.
Byl předsedou svazu horských spolků severozápadních Čech, který byl vydavatelem Krušnohorských novin (Erzgebirgs-Zeitung). Ty vycházely od roku 1880, do roku 1887 čtvrtletně. Od roku 1888, kdy svaz již působil v Teplicích-Šanově, získaly noviny pod gescí Reginalda Czermacka už výrazně rozšířený obsah a staly se měsíčníkem.

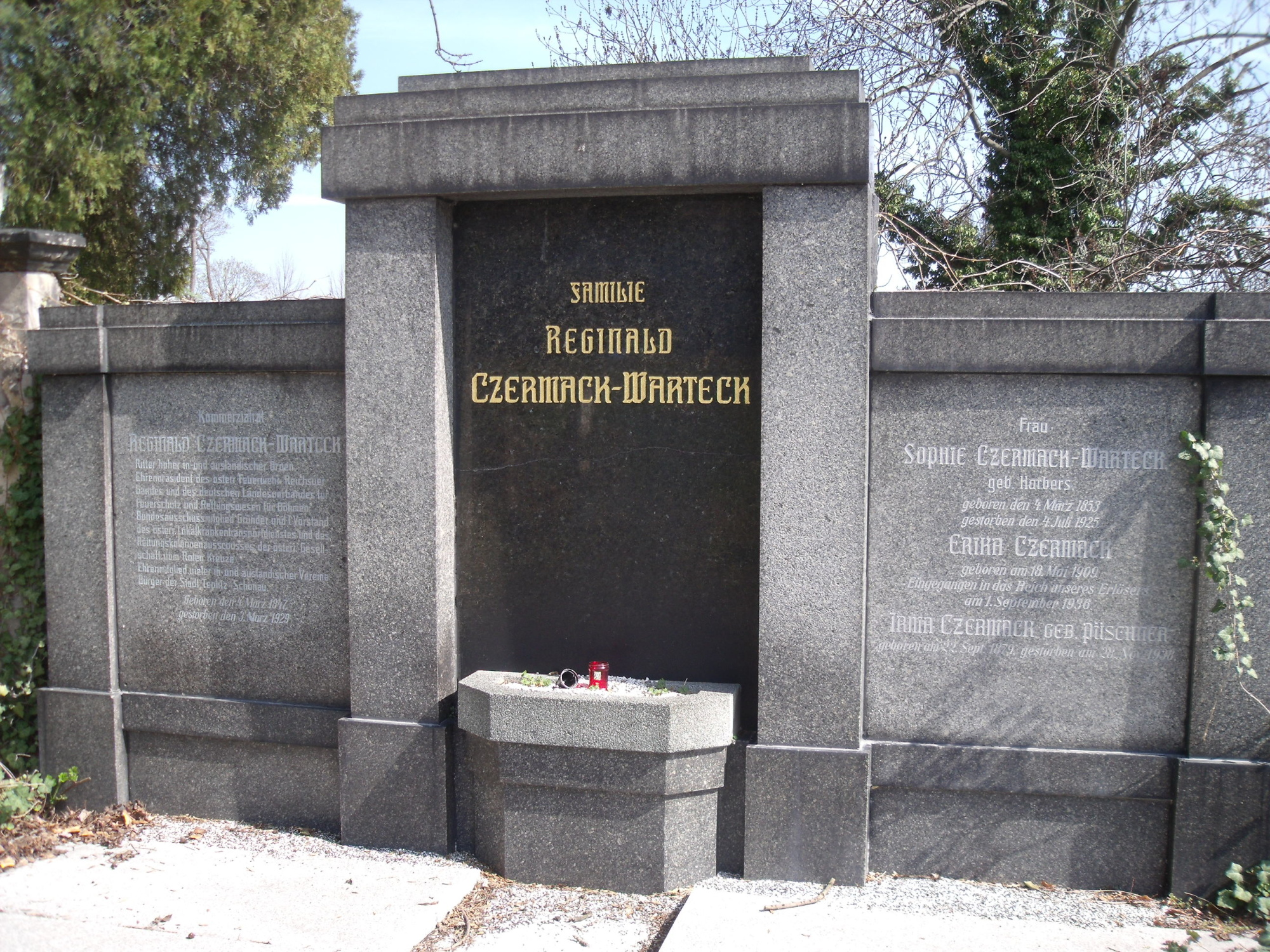
Hrob R. Czermacka v Teplicích

Po 1. světové válce koupil jeho syn Reginald Czermack zámeček v Krupce u Teplic (dnešní Dětský domov), kde mnohokrát jeho otec pobýval. V roce 1927 však z důvodů finančních objekt prodal. Reginald Czermack v roce 1929 zemřel v Teplicích, je pohřben na teplickém hřbitově.